# Collège du tabac
Un Tabakskollegium (traduit couramment en français par« Collège du tabac ») est un groupe de personnes, principalement des hommes, qui se réunissent régulièrement pour profiter du tabac et socialiser. Historiquement, le terme est principalement associé à l'institution correspondante sous le roi de Prusse Frédéric-Guillaume Ier.

## Histoire

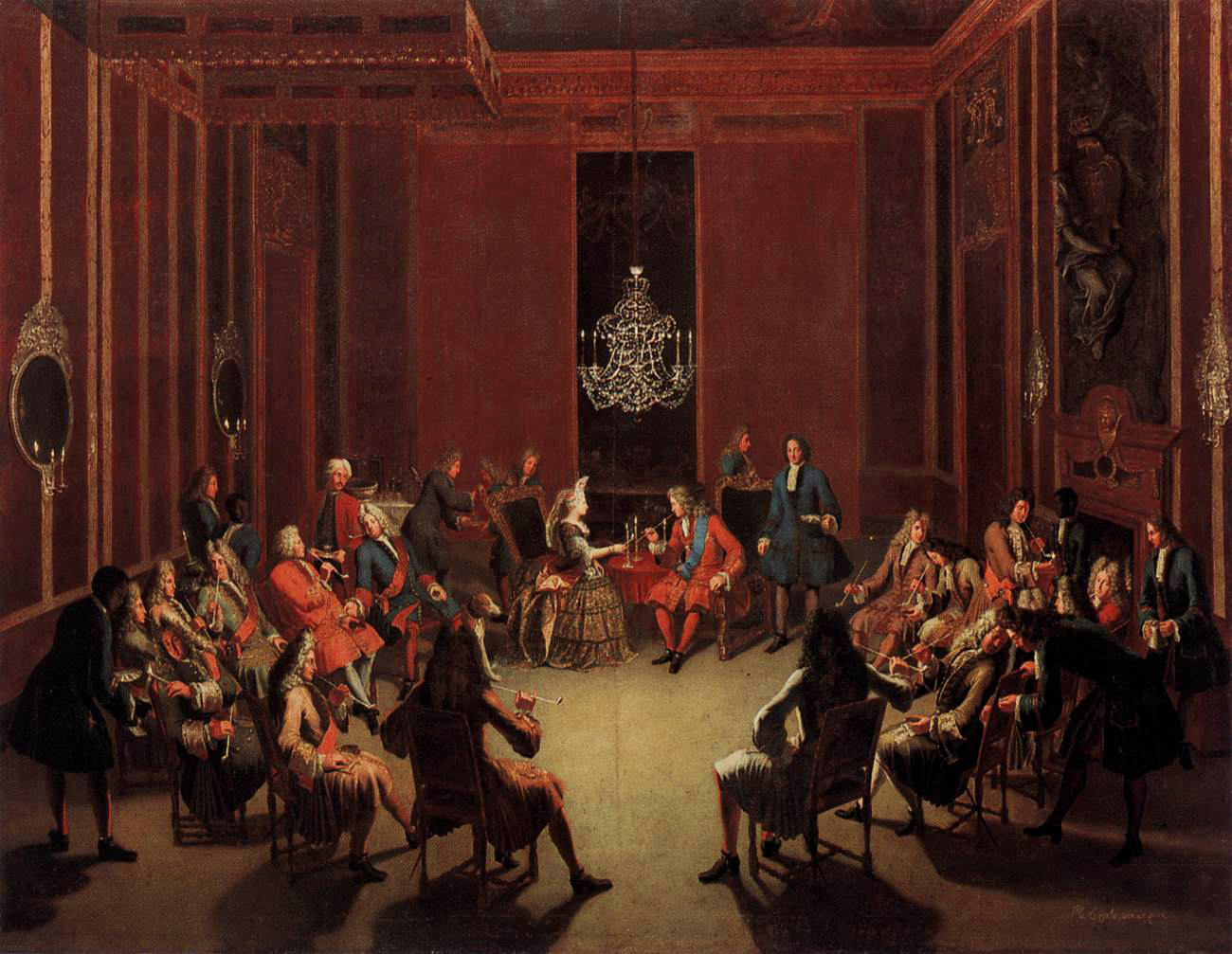
Tabakskollegium de Frédéric Ier en Prusse, vers 1710

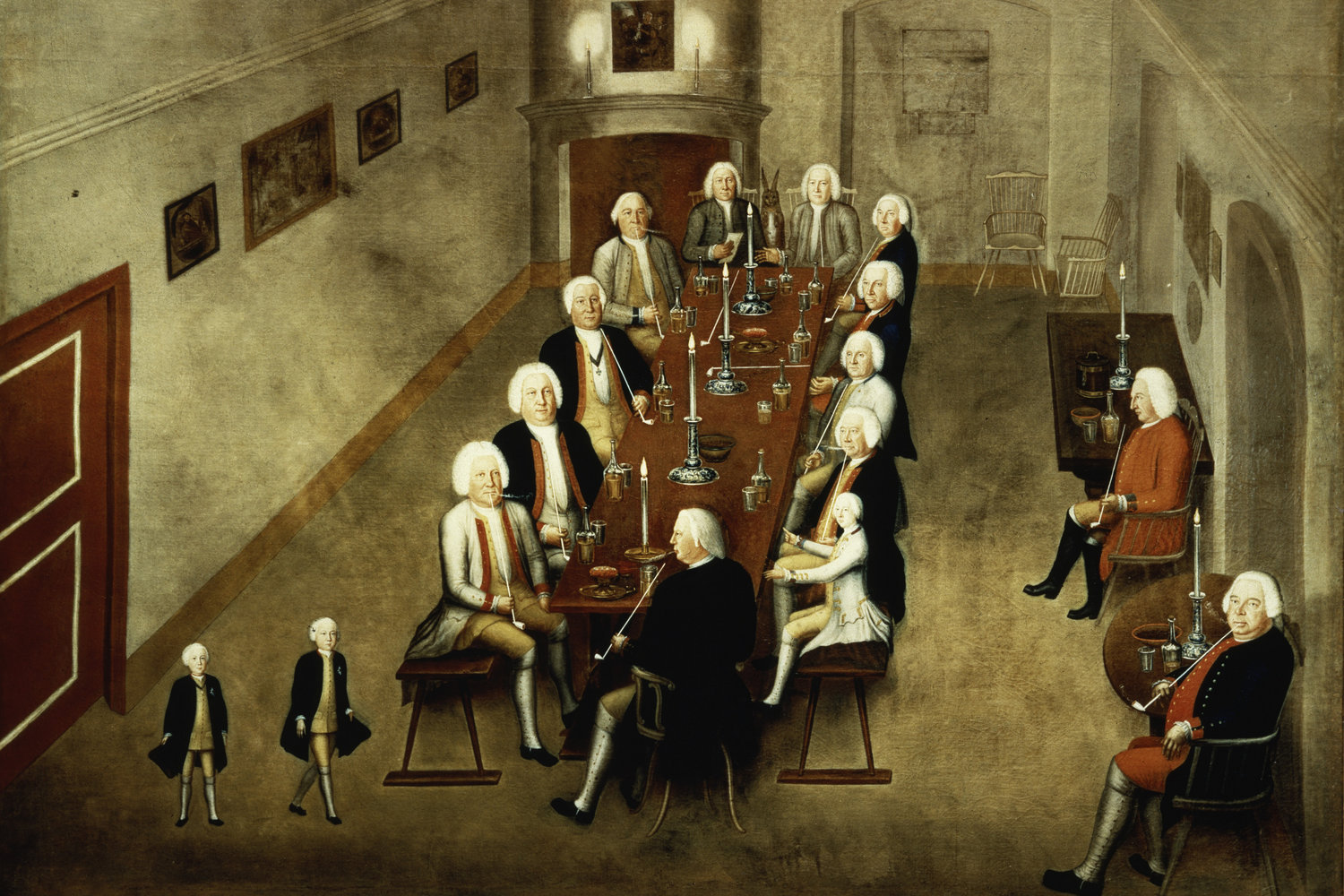
Tabakskollegium de Frédéric-Guillaume Ier de Prusse, 1737

Les Tabakskollegien sont probablement originaires des Provinces-Unies et font partie des coutumes de la cour depuis le XVIIe siècle, notamment dans les palais de Berlin et de Potsdam. Le roi Frédéric-Guillaume Ier tenait des collèges du tabac, 
« in Meinung, dass der Gebrauch des Tabaks gegen alle böse Luft gut sei »
« estimant que l’usage du tabac était bon contre tous les mauvais airs »
Durant son règne, les dames participaient également à ces réunions sociales. Fumer était en fait obligatoire, mais vous pouviez acheter une exemption en faisant un don à une œuvre de charité. Un tableau de Paul Carl Leygebe (en) datant d'environ 1710 montre un tel collège dans la Roten Kammer (Chambre Rouge) ou Drap d’Or-Kammer, une pièce confortablement meublée du Château de Berlin. La stricte cérémonie de la cour (Hofzeremoniell (de)) a apparemment été assouplie ; le couple royal ne s'assoit plus directement sous le dais du trône. Les Kammermohr (de) et les chambellans (Kammertürke (de)) de la cour servent des boissons, et le tabac dans les pipes en argile hollandaises est allumé avec un Fidibus (de) (briquet à amadou) ou à la lueur d'une bougie.
Le fils de Frédéric Ier, le « roi soldat » Frédéric-Guillaume Ier, conserva l’institution du Collège du tabac, mais en modifia fondamentalement le caractère. Il s'agissait de sociétés purement masculines qui se réunissaient dans des pièces simplement meublées, fumaient des pipes en argile ou en écume de mer, buvaient beaucoup de bière et discutaient de politique, de religion et de nombreux autres sujets. Ici aussi, les règles de conduite de la cour furent largement abolies ; chacun était autorisé à parler librement et personne n'était obligé de se lever lorsque le roi entrait dans la pièce. Le groupe se réunissait dans les palais de Berlin et de Potsdam, et souvent aussi au palais de Königs Wusterhausen, au sud de Berlin. Le groupe habituel des participants comprenait des officiers militaires de haut rang dont le roi préférait s'entourer, ainsi que des voyageurs occasionnels ou des diplomates dont on espérait obtenir des informations intéressantes.
Étaient également régulièrement présents certains érudits, appelés « Lustige Räte », qui dépendaient matériellement de la cour. On les écoutait comme des experts, mais on les encourageait aussi souvent à boire excessivement et à se disputer, ce qui se terminait souvent par de graves altercations physiques, au grand amusement des autres personnes présentes. L'historien Jacob Paul von Gundling était le plus connu de ces érudits de la cour. Il était employé par le roi comme commis de journal (Zeitungsreferent), passait de nombreuses heures en privé avec lui et influençait certainement certaines de ses décisions. En même temps, le roi s'assura que le vaniteux et faible Gundling soit traité avec les plaisanteries les plus grossières et humilié à maintes reprises, en particulier dans le Collège du tabac - une démonstration de l'aversion fondamentale de Frédéric-Guillaume Ier pour les sciences, qui, selon lui, rendaient ses sujets trop raffinés et trop doux.
Les écrivains David Faßmann (de) et Salomo Jakob Morgenstern (de)  étaient également membres du Collège du tabac.
Le Collège du tabac du « Roi Soldat » a également été représentée dans une peinture contemporaine. Il est attribué au peintre Georg Lisiewski (selon une autre source : Dismar Degen (de)), a été créé en 1737 et représente la scène à Königs Wusterhausen. La chambre, à peine meublée et sobre, correspondait au caractère et aux habitudes du roi. Les membres du collège sont assis sur de simples bancs sans dossier à la lourde table en chêne. Le roi, assis au premier plan sur le côté étroit de la table, tourne à moitié le dos au spectateur et attend apparemment ses fils, les petits princes Henri et Ferdinand (l'héritier du trône Frédéric vivait déjà à Rheinsberg). Sur le côté étroit opposé sont placés deux « joyeux conseillers », entre eux un lièvre, symbole dans l'imagerie baroque de l'anxiété, mais aussi de la Haselantentum (littéralement une « ressemblance avec un lièvre » ), une vantardise qui ne doit pas être prise au sérieux.
Frédéric II (« Frédéric le Grand », 1712-1786), fils et successeur du « Roi Soldat », avait une forte aversion pour le tabac. Il préféra le tabac à priser et mit fin à la tradition du collège du tabac à la cour de Prusse.

## Aujourd'hui
Aujourd'hui encore, des groupes de fumeurs de pipe se réunissent régulièrement. Ils utilisent en partie le terme historique, mais s'appellent aussi Pfeifenclub, Pfeifenraucherclub, Pfeifenrunde etc. Il existe par exemple des collèges explicitement appelés du tabac à Berlin, Bochum, Brême (le Bremer Tabak-Collegium (de)), Colditz, Freiberg  Potsdam et Mayence et à Lohne (Oldb.) en Basse-Saxe. Le Tabacs-Collegium de Lohne déguste principalement des cigares lors de ses réunions mensuelles. Ces groupes apparaissent sous des formes très différentes. Certains accordent une grande importance à la spontanéité et au comportement informel sans aucun lien avec un club (Verein (de)), d’autres sont étroitement organisés à plusieurs niveaux – de l’association locale enregistrée avec formulaire d’inscription et période probatoire (Adel verpflichtet, Genuss verbindet, noblesse oblige, plaisir rassemble) à l’« Verband Deutscher Pfeifenraucher“ » (VDP) au « Comité International des Pipe Clubs (CIPC). Les organisations faîtières supervisent les compétitions de fumeur de pipe de longue durée telles que le Deutsche Meisterschaft 2007 à Cologne et la Worldcup 2007 à Saint-Pétersbourg, une compétition par équipes avec 67 équipes de 21 nations, avec 297 participants au total, dont 35 femmes ; Le « meilleur fumeur » vient d’Italie, il s’appelle Stefano Caberlotto, son temps de fumage était de 2:54:24 heures.

## Liens Web
- Über Tabakskollegien an barocken fürstlichen Höfen